# Asmea capella
Asmea capella là một loài nhện trong họ Stiphidiidae.
Loài này thuộc chi Asmea. Asmea capella được M.R. Gray & H. M. Smith miêu tả năm 2008.